# 交渉人〜THE NEGOTIATOR〜
『交渉人〜THE NEGOTIATOR〜』（こうしょうにん ザ・ネゴシエイター）は、テレビ朝日系「木曜ドラマ」枠（木曜 21:00 - 21:54）で放送された日本の刑事ドラマシリーズ。主演は米倉涼子。

## 概要
警視庁捜査一課特殊犯捜査係（SIT）5係（交渉班）に配属された女性交渉人・宇佐木玲子の活躍を描いた刑事ドラマ。
第1シリーズは2008年1月10日から2月28日まで放送された（初回は15分拡大の22:09）。
2009年2月28日にはスペシャル版が放送され、視聴率17.1%を記録。スペシャル版放送後に正式に映画化することが決定した。
第2シリーズは2009年10月22日から12月17日まで放送された（初回は15分拡大の22:09）。第2シリーズが放送開始するにあたり、2009年9月10日にスペシャル版が放送された。
2009年12月には、ニンテンドーDS用ゲームソフト「交渉人DS」が発売され、2010年2月11日には劇場版「交渉人 THE MOVIE タイムリミット高度10,000mの頭脳戦」が公開された。

### 特色
第1シリーズでは基本2話完結の構成で、玲子と交渉班のメンバーが確執し馴れ合わない関係性と玲子や交渉班に暗い影を落とした事件に纏わる謎が展開され、最終的にはそれらが収束し玲子と交渉班が結束する様を描いた。スペシャルでは、玲子ら交渉班が同時多発誘拐事件を起こしたグループとの戦いが描かれ、スピード感が溢れ、更にはストーリーが急展開する等の作風となった（1か月後や終盤の事件解決後の1か月後の描写があった）。第2シリーズでは最大の敵「サマー・クロース」が登場し、1話完結の構成（初回は2話、ラストは3話）の中で、殆どのエピソードに「サマー・クロース」の影が見え隠れするシリーズ全体を通した連続性のストーリー展開を見せている。
劇中でSITは「特殊犯捜査係」とひとくくりで呼称されているが、本作の場合は誘拐・立てこもり等の現在進行の事件を担当する特殊犯捜査第1係 - 第2係（第一特殊犯捜査）のことを指す。尚、本作の舞台である5係・交渉班は架空の部署である（実在のSITは4係まで）。

### 製作背景
主演の米倉はこのドラマで初の刑事役を演じ、刑事ドラマに初出演（かつ初主演）となる。また役作りのためにショートボブカットにしている。制作スタッフは米倉と共に『黒革の手帖』・『けものみち』・『わるいやつら』の松本清張三部作の製作に携わったスタッフで構成されている。
松本清張三部作で米倉と「追われる女」像を作り上げたため、今度は「追う女」像を描こうという逆転の発想から話が進み、プロデューサーの内山聖子の提案から女性交渉人という企画が生まれた。また宇佐木玲子の人物造形では、取材で女性が交渉人として活躍することは現実そうはうまくいかないとわかったため、脚本家の寺田敏雄の発案で、ただ私怨のために玲子が交渉班に配属したという動機が生まれたという背景がある。

## 登場人物

### 主人公
宇佐木玲子（矢嶋玲子）
演 - 米倉涼子
警視庁刑事部捜査第一課特殊犯捜査係（SIT）/5係・交渉班主任。階級は警部補。
機動隊員だった父・矢嶋修次が真里谷ら少年グループの立てこもり事件で殉職したことに疑問を持ち、その真相を探るため父親の死後から本人の強い希望で交渉班に異動した。交渉班配属以前は所轄署少年係係長で未成年犯罪に取り組んでいた。週に何度か死刑囚となった真里谷に接見している。交渉班配属当初は周りに歓迎されず、桐沢や木崎に敵視されていた。犯罪者の心理を洞察できる観察眼の持ち主で、交渉術では時に大胆な行動を取ることもある。「人質も犯人も殺さず、死なせずに事件を解決する」ことを信念として持っており、これを理想論と語る桐沢には全く相手にされていなかった。だが今ではその巧みでまっすぐな交渉術が認められ、交渉班で凶悪犯に立ち向かっている。

### 警視庁刑事部捜査一課特殊犯捜査第五係 (SIT)
桐沢圭吾
演 - 陣内孝則
警視庁刑事部捜査第一課特殊犯捜査係（SIT）/5係・交渉班管理官。階級は警視。
玲子の上司で交渉班の指揮官（チーフ）。警察上層部からは信頼が厚かったが、5年前に連続殺人犯の真里谷ら少年グループの立てこもり事件で交渉が失敗したことで同僚であった玲子の父親を死なせてしまい、交渉班の信頼が地に落ちたことに強い責任を感じていた。当初は玲子の交渉班配属に不満を抱き終始冷たい態度を取っており、玲子が矢嶋修次の娘と知って以降は交渉班から外れるよう命じるなど一時より険悪になるものの、父の殉職の真相に近づいて取り乱す玲子を宥めたり、北岡の猟銃立てこもり事件の際には上層部の意に反して玲子に交渉の全権を託すなど、徐々にその実力を認め信頼を寄せるようになる。携帯電話を僅かに開いては閉じる動作を繰り返す癖がある。
木崎誠一郎
演 - 筧利夫
警視庁刑事部捜査第一課特殊犯捜査係（SIT）/5係・交渉班係長。階級は警部。
叩き上げの優秀な交渉人で基本的に冷静だが、短気で熱くなりやすい一面もある。桐沢と同様に玲子の交渉班配属には不満を抱いており、当初は玲子のやり方を快く思っていなかったが、徐々に玲子の才能を認めていく。玲子がFBI研修前に起こった立てこもり事件で玲子が狙撃され重傷を負ったため、代わりにFBI研修を受けていた。帰国後は交渉役を玲子に任せ、自身はサポート役に徹している。
甘利祐介
演 - 高岡蒼甫
警視庁刑事部捜査第一課特殊犯捜査係（SIT）/5係・交渉班。階級は警部→警視正。
玲子と同時期に交渉班に配属された。東京大学卒業後、警察大学校に進学しFBI研修を受けてきたいわゆる「キャリアの卵」。交渉班で最も早く玲子と親しくなるが、一方で配属当初から高林の指示で玲子の監視役となっていた。玲子の情報を探るために玲子の友人である三村留美子を利用したこともある。第1シリーズ最終話では超法規的措置で釈放された真里谷から銃撃を受け一時入院生活を送った。復帰してからは全力で仕事を行っており、積極的に捜査に立ち向かう。野次馬の言動に憤りを表す一方で優しく几帳面な性格でもあり、警察官を目指していた柴田弘樹のことを気にかけ励ましていた。
しかし、サマークロース事件でばら撒かれた拳銃のうちの１丁が弘樹の手に渡ったことで事件に巻き込まれ、交渉に来た玲子を制してまで自身の手で解決を試みるが、突入の際に弘樹の母親が暴れたことで自身を助けようとした玲子の銃弾が当たってしまい、殉職した。
墨田耕平
演 - 笹野高史
警視庁刑事部捜査第一課特殊犯捜査係（SIT）/5係・交渉班係長。階級は警部。
愛称は「スミさん」。交渉班の最年長として長年仕事をこなしてきたベテランだが、ゴルフのしすぎで腰を痛めており事件現場に赴くことは少ない。女癖が悪く、妻がいるにもかかわらず愛人を作り、錦糸町にまで遊びに出かけていた。長年の交渉人の経験を生かして自殺者を説得する名手であり、説得に用いる作り話を落語家のもとで3日間指導を受けて習得したという逸話もある。当初は玲子を「ウサギちゃん」と呼ぶなどちょっかいを出していたが、自身が巻き込まれた事件を境に玲子を支持するようになる。ただ、かつて仲間だった真里谷から「ラブレター」を受け取り自殺しようとする田口の交渉を玲子にとって代わられた際には珍しく苛立ちを見せていた。
長谷部邦男
演 - 鈴木浩介（第1シリーズ）
警視庁刑事部捜査第一課特殊犯捜査係（SIT）/5係・無線係主任。階級は警部補。
犯罪心理学に精通し、無線係としての特殊な才能を持ち合わせている。淡々としたクールな性格。過去に自分が出動した事件現場の音声通信を全てプライベートで保管している。その中には玲子の父親の死の真相に迫る物も含まれており、その音声を「一個人」として自身の危険を承知で玲子に聴かせた。第2シリーズ時点ではFBI研修に出向しているため写真のみの登場である。
菅原由美
演 - 中山恵
警視庁刑事部捜査第一課特殊犯捜査係（SIT）/5係・総務係。階級は巡査部長
交渉班の総務係。玲子を快く思っていない。墨田の愛人でもある。
山本緑
演 - 河本麻希（第1シリーズ）
交渉班のオペレーション係。
桜庭健二
演 - 塚地武雅（ドランクドラゴン）（第2シリーズから登場）
警視庁刑事部捜査第一課特殊犯捜査係（SIT）/5係・音響係主任。階級は警部補。
音響のプロフェッショナルとして、玲子ら交渉班をサポートする。温和な性格で仕事は真面目。アイドルオタクの一面があり、ファンのアイドルが事件に巻き込まれた際は自ら進んで現場に向かうほどである。電波遮断装置などから成る『三種の神器』をアタッシュケースに入れて持ち歩いている。
王子隼人
演 - 八神蓮（第2シリーズから登場）
警視庁刑事部捜査第一課特殊犯捜査係（SIT）/5係。階級は警部補。
甘利と同様、東京大学を経て警察大学校に進学し、FBI研修を終え交渉班に配属されたばかりの新人。典型的なインテリタイプのエリート。
佐山葵
演 - 永池南津子（第2シリーズから登場）
警視庁刑事部捜査第一課特殊犯捜査係（SIT）/5係・オペレーション係。階級は巡査
交渉班のオペレーション係。

### その他の警察関係者
片山一義
演 - 高橋克実
経歴：警視庁刑事部捜査第一課特殊犯捜査第二係管理官
→警視庁組織犯罪対策部管理官
→ 警視庁警備部警護課課長
→ 警察庁刑事局組織犯罪対策部管理官
階級は警視。桐沢の同期で、現場主義の刑事。出世意欲が強く保身的な一面を持つ。高林が警視正時代はその下で働いており、桐沢ら交渉班の失敗の裏にあった事実を胸の内に秘めていた。玲子の父である矢嶋とは知り合いであり、警察内部の告発を考えていた矢嶋を止めたことを悔やんでいた。矢嶋の殉職や真里谷の脱走の責任をとり、警備部に異動。その後何度も部局をたらい回しにされたのち組織犯罪対策部の管理官に異動となり、弓坂の警護につく。
蓮見芳樹
演 - 高知東生
警視庁刑事部捜査第一課特殊犯捜査第二係刑事。階級は警部補。
片山班の刑事。熱血漢であり、相容れない言動に食ってかかることもある。片山の異動後は桐沢ら交渉班と協力して捜査にあたっている。
高林静雄
演 - 大杉漣
警視庁刑事部参事官兼捜査第一課長→警視庁警務部付。階級は警視正→警部→故人。
元々は捜査第一課長として桜田門の顔だった。父の殉職の真相を探っている玲子を「危険人物」として敵視し排除しようと企むが、桐沢や片山らに反旗を翻される格好となり、矢嶋の殉職や真里谷の脱走など不祥事の責任を負わされ、刑事部長昇進目前で二階級降格のうえ懲戒免職処分を受け警務部付へ左遷される。その後脳梗塞を患って左半身不随となり、杖なしでは歩けなくなっている。また息子である直樹の幼少期のビデオを見漁ったり、幼稚な言動を見せたりいきなり声を荒げたりするなどやや精神的に不安定な状態となっている。真里谷を弁護するため司法試験を目指しており、幾度か真里谷を訪ねている。
自身の後任である弓坂とは同期だが、自身は叩き上げであるため華麗な経歴を歩んできた弓坂をライバル視する。そのため弓坂が捜査一課課長に就いたことには心底腹を立てていた。懲戒免職後に起こったサマークロース事件に興味を持ち、それを調べるにつれサマークロースの正体が息子の直樹であると察知した。最後は狙われた弓坂をかばって直樹の銃撃を受け、死亡した。
弓坂史子
演 - 浅野ゆう子（第2シリーズ）
警視庁刑事部捜査第一課・課長。階級は警視正。
高林の後任で、総務部参事官や少年課長を歴任。女性としては異例の出世を遂げ、捜査一課長に昇り詰める。玲子と同じく少年課にいた過去がある。高林とは同期だが、叩き上げで出世してきた高林とは違い外務省にも出向したほどのキャリア経験を持っている。玲子には度々厳しい言葉を投げかけるが、同じ女性警察官であるがゆえに高林ほど敵視しているわけではなく、甘利への誤射をめぐって玲子を不問に処すなどむしろ一定の評価をしている。

### 玲子の家族・友人
三村留美子
演 - 安めぐみ
玲子の友人。職業は会社員。玲子とは対照的に人当たりがよく親しみやすい性格。玲子を頼りにしがちな一面もあり、よく彼女に愚痴をこぼしたり、交通違反切符の取り消しを頼んだこともある。玲子の身辺調査をしようとした甘利とは恋人関係にあった。スペシャル版では、何気なく取ったある行動が原因で誘拐犯グループの人質になったことがある。
宇佐木澪
演 - 林丹丹
玲子の義妹。矢嶋修次の再婚相手の連れ子で玲子と血縁はない。玲子はそのことを澪にはずっと隠しているが、本人は知っている。専門学校生。当初は玲子に反発したり、無心のために玲子のマンションに居座り困らせていたが、同じ専門学校に通う恋人の北岡との婚約を境に姉妹仲も良好となり、今では玲子のことを気にかけている。
矢嶋修次
演 - 陰山泰
玲子の父。元機動隊員で、第1シリーズの5年前に千駄ヶ谷で起きた真里谷ら少年グループの立てこもり事件で被弾し殉職した。玲子が交渉班へ異動するきっかけとなった人物であり、桐沢や片山ら玲子の周囲の人間とも深い因縁がある。

### マスコミ・その他
真里谷恭介
演 - 城田優
死刑囚。19歳の頃に2人の民間人を殺害後、仲間と共に籠城事件を引き起こし玲子の父親を殺害、事件の首謀者として死刑判決が下されていた。しかし新潟での立てこもり事件で3人とも殺していないことが明らかになった。
不思議な印象があり、精神状態が悪いと鑑定医には診られているが、全く悪くない。人の神経を逆撫して愉しむ言動を取り、子供のように振舞ったと思えば、冷酷な一面を除かせる。先の事件を通じ拘置所内で玲子と接見するようになり、玲子とは特殊な関係を築いている。そのため玲子と話をするのが唯一の楽しみ。また玲子から事件の糸口となるアドバイスを求められることもあり、その度事件に関連した謎掛けをしている。
工藤幹夫
演 - 伊武雅刀
新聞記者。玲子と真里谷の関係に興味を示し、頻繁に玲子を取材しようと付け回っている。玲子の父親が殉職した事件の謎を独自に追求しており、一時閑職に追いやられたこともある。
普段は人を食ったようなふざけた言動を取っているが、根底には不正を隠蔽することへの義憤を抱く正義感の持ち主。5年前の事件が絡む高林の不正を暴いて以降は、基本煙たい存在でありながらも宇佐木ら交渉班と情報を共有して協力することもある。
橘雅也 / 高林直樹
演 - 山田悠介（第2シリーズ）
澪が働く喫茶店のオーナー。
しかしその正体は高林の息子・直樹であり、第2シリーズにおける最大の黒幕・「サマークロース」。高林を失脚させた玲子への復讐を目論んでいた。

### ゲスト

#### 第1シリーズ（2008年）

##### 第1話 - 第2話
竹本治夫
演 - 高杉亘
元妻の母親を人質にアパートに立て籠もった男。栃木出身でその訛りが抜けていない部分もある。両親を交通事故で亡くす。
佐久間祐二
演 - 姜暢雄
工場で立て籠もり事件を起こした男。変質者だが冷静さもある。元自衛官だが素行不良を理由に懲戒免職された経歴がある。郵便局強盗事件の重要参考人でもある。
成瀬香織
演 - 滝沢涼子
佐久間の人質の一人。立て籠もりの場所である工場への来客中に佐久間に人質にされてしまった模様。

##### 第3話 - 第4話
宮原由希子
演 - 水川あさみ（友情出演）
爆弾事件に関わる謎の女。常にトランシーバーを通じて犯行の連絡をしており、警察内では宇佐木と対峙する。子持ちのシングルマザー。
坂井和子
演 - 山下容莉枝
錦糸町のクラブ『和子』のママ。墨田は『和子』の常連客。墨田に芋羊羹を送るが中に爆弾が仕掛けられていた。
伊豆田和也
演 - 内倉憲二
警視庁警備部爆発処理班班員。非番中に現場に居合わせ、玲子と協力して救出に当たった。自ら救出活動に乗り出し、爆弾を解体しようとするなど勇敢な一面もある。1年前の爆発物処理班の失敗に関して何か思う所があるらしい。
河相満男
演 - 平賀雅臣
警視庁警備部爆発処理班班長。(警部)。百戦錬磨のベテランだが犯人が9秒後に爆発するように施した偽の爆弾の仕掛けに絶望を与えられたことで屈辱を感じ、怒りを燃やしている。
関口真美子
演 - 原田佳奈（第3話のみ）
爆弾が仕掛けられた喫茶店のウェイトレス。

##### 第5話
岡村小百合
演 - 井上和香
私立学園高等部の美術教師で和馬の担任。誘拐事件直前に退職後、誘拐事件を引き起こす。両親が抱えた借金によりヤミ金に追われている。
本橋和馬
演 - 岡田将生
私立創徳学園高等部1年A組の生徒。天然パーマ。年商2000億円の大企業M＆Fグループの総帥を父に持ち、学園内でもトップクラスの成績を残す優秀な生徒でもある。だが、実は彼には誰にもいえないある趣味がある。
本橋芳江
演 - 山口美也子
和馬の母親。誘拐犯からの電話を録音する冷静さも見せているが、息子が誘拐された影響でヒステリックとなっている。元外務省総務課にいたことがある。

##### 第6話 - 最終話
北岡信二
演 - 田中圭
澪と同じ専門学校に通う澪の先輩で恋人。真面目で人当たりが良く、澪との将来をしっかりと考えている堅実な好青年。かつて素行が悪かったことがあり、真里谷率いる少年グループに加わっていた。
田口公也
演 - 斉藤祥太（第6話・第7話のみ）
真里谷率いる少年グループの一人だった青年。かつての不良だった経験を通じて若者達への公演を開いている。真里谷からの“ラブレター”の一件を玲子に問われた事を機にマンションから飛び降り自殺を図ろうとするも、玲子の説得に応じて翻意したが、足を滑らせ重傷を負う。
飯塚良博
演 - 大東俊介（第6話のみ）
真里谷率いる少年グループの一人だった青年。工場勤務でボランティア活動にも参加していた。
野口幸助
演 - 平泉成（特別出演 / 第7話のみ）
真里谷の担当弁護士。真里谷が無罪となる可能性を見出した。
望月
演 - 木原実（第7話のみ）
お天気キャスター。突如何者かに妻を人質に取られ、妻の命をネタに脅され酒井と中村と淺川の名前を公開した。
酒井貴司 / 中村隆一 / 浅川雅樹
演 - 荒木宏文 / 倉貫匡弘 / 高橋光臣（第7話・第8話のみ）
真里谷率いる少年グループの一人だった青年。昔、玲子が少年課勤務だったとき、何度も接見していた。突如望月によって実名を公表されてしまう。
武藤紀夫
演 - 大高洋夫（第8話のみ）
新潟県警察本部刑事部捜査第一課強行犯捜査担当刑事。SITと合同で事件に立ち向かうことになるが、SITのやり方に難色を示す。

#### スペシャル（2009年）
「交渉人スペシャル〜救急病院ジャック」
柚原恵一
演 - 風間杜夫
若葉台記念病院第二外科部長代理の医師。50時間以上も病院内で働いているが、そのことに腐らずに患者を救うことに忠実に働き、周りからの信頼も厚い。狙撃された玲子を執刀し、命を救った。
瀬沼明夫
演 - 風間俊介
誘拐犯グループの一人。終始狂気染みた言動を取り、人質を躊躇無く撃つなど残忍な性格。玲子を狙撃した張本人。
野崎夏乃
演 - 原沙知絵
誘拐犯グループの一人。瀬沼とは対照的に冷静で黙々としている。職業は若葉台記念病院看護部の看護師。
四乃宮久作
演 - 中原丈雄
厚生労働大臣。片山が警護に当たっている。横柄な性格で、過剰な言動や失言をするほどに口が悪い。
村岡美加〈21〉
演 - 清浦夏実
瀬沼に誘拐された人質の一人。大学生。
坂崎達郎〈52〉
演 - 蛭子能収
瀬沼に誘拐された人質の一人。会社員。
中島利恵〈39〉
演 - 谷川清美
瀬沼に誘拐された人質の一人。主婦。
加納ゆかり〈28〉
演 - 黒木真耶
瀬沼に誘拐された人質の一人。クラブホステス。
田村直樹
演 - マギー
立て籠もり犯。無職。3000万円を要求し32時間も立て籠もっていたが、現場に乗り込んだ玲子の説得を受けて投降した。

#### 第2シリーズ（2009年）

##### 第1話 - 第2話
園田郁夫
演 - 渡辺いっけい（第1話のみ）
発砲事件を起こした男。長い間仕事一筋に生きていたが、突然のリストラに遭い、自身を解雇した上司に抗議し口論の末に上司に発砲。その後自身の車の中で立て籠もり自殺を図ろうとする。妻は3年前に病死、24歳の娘は母の死後に家を出て行方知れず。
宮崎真也
演 - 鈴木拓（ドランクドラゴン）（第1話のみ）
会社員。「サマー・クロース」が送ってきた銃で自身を詰ってくる上司を殺害後、自らもその銃で自害した。
柴田弘樹
演 - 立花裕大
自宅に引きこもっている青年。イジメが原因で、中学2年の頃から4年引きこもっている。偶然かけた電話で甘利と知り合ってから、甘利と連絡を取り合って何でも相談する仲となっている。警察官に憧れを抱いている。
柴田由起夫
演 - 飯田基祐
弘樹の父親。弘樹とはろくに会話を交わしていないため親子仲は冷めている。そのため弘樹が事件を起こした時も関わりあおうとはしなかった。
柴田静江
演 - 長野里美
弘樹の母親。弘樹に若干過保護な傾向にある。玲子が甘利を誤射するに至った原因を作った人物。

##### 第3話
里吉文雄
演 - 春田純一
里吉流通グループの会長。総資産800億と噂されるお金持ちだが、会社では吸収合併の体裁を取った乗っ取りや子会社切捨て、リストラを行い恨みを買う人物も多い。
里吉加奈子
演 - 渡辺典子
春樹の母親。
里吉春樹
演 - 吉岡澪皇
文雄と加奈子の息子で小学4年生。中学受験の模擬試験を受けた帰りに誘拐されてしまう。
本庄康子
演 - 筒井真理子
正之の母親で加奈子の友人の主婦。5年前に夫を病気で亡くし、正之と二人で暮らしている。加奈子の尋常ではない様子を気にかけ、こずえと共に里吉家に赴き春樹誘拐の事実を知る。
本庄正之
演 - 三俣凱
康子の息子で春樹の友達。
砂山卓司
演 - 長谷川朝晴
こずえの夫。
砂山こずえ
演 - 中島ひろ子
加奈子と康子の友人。康子同様に加奈子を心配し、康子と共に里吉家に赴き春樹誘拐の事実を知る。
滝沢千尋
演 - 華城季帆
文雄の秘書。春樹が誘拐されたときは仕事で文雄に付き添っていたというが、加奈子には文雄との不倫を疑われている。

##### 第4話
志村綾乃〈25〉
演 - 南沢奈央
無職の女性。8年前に両親を亡くし姉の元で暮らしている。内気で姉のマンションで引きこもり気味。メールを通じてから矢島からストーカーの被害を受けていた。
矢島学
演 - 平山浩行
綾乃のストーカー。ガラス工場勤務だったが、工場長に嫌われ解雇された。
志村雪乃
演 - 有坂来瞳
綾乃の姉で公認会計士。
一ノ瀬浩二
演 - 高橋良輔
レストランの店員。
澤田実
演 - 奥田達士
人質となったオーナシェフ。
東条益男
演 - 伊藤正博
人質となった大学教授。
東条珠代
演 - 島ひろ子
益男の妻。夫同様、人質となってしまう。
重森修
演 - 蒲生純一
綾乃からストーカー被害の届けを受け取った警察官。

##### 第5話
岸本恵子
演 - 前田美波里
恵林医科大学病院の薬剤師。職業柄、主に調剤室にいることが多い。
西岡保
演 - 遠藤章造
ワクチン・ジャックの犯人。病院指定の観葉植物会社「グリーンレンタル」の社員。自らを「ラビット」と称して、ワクチンの身代金を病院に要求、玲子と交渉のやり取りをする。
清水香織
演 - 浅見れいな
恵林医科大学病院医師で「SAFS」感染者となった少女の担当医。病院のずさんな現状に不満を抱いている。
大賀浩一郎
演 - 森下哲夫
恵林医科大学病院院長。
古沢慎一
演 - ヨシダ朝
恵林医科大学病院事務長。
坂田良子
演 - 浜丘麻矢
恵林医科大学病院看護師。

##### 第6話
三浦知之
演 - 中村優一
老人ホーム「みどりシニアホーム」に二年前から出入りしている弁当配達員。人付き合いが苦手で仕事以外は家に籠もるタイプ。両親は幼少期に死亡している。「みどりシニアホーム」で籠城事件を起こし、一見するとTamakiもしくは身代金が目的と思われるも、内に隠された思惑があると玲子に目されている。
筒井則之
演 - 山田明郷
老人ホーム「みどりシニアホーム」の入居者。他の入居者と狩りに行こうとするが三浦に人質にされてしまった。
Tamaki
演 - 大江朝美
「みどりシニアホーム」で公演していたアイドル。介護やボランティア活動に手を掛ける福祉アイドルとして売り出されており、桜庭も彼女の大ファン。

##### 第7話 - 最終話
田代医師
演 - 鶴田忍（第7話のみ）
玲子を検診した医師。
小柳郁夫
演 - きたろう（第8話・最終話のみ）
ホームレス。「サマー･クロース」の甘言に嵌り爆弾を巻きつけられ、バスジャックに利用されることに。若い頃から傷害や窃盗の繰り返しで刑務所に出入りする人生を送っていた。
岡本敏子
演 - 真下有紀
平井由希子
演 - 片岡明日香
佐竹紀夫
演 - 田口主将
バスの運転手。
徳島吾郎
演 - 住田隆
中川伸也
演 - 反町隆史（特別出演 / 最終話のみ）
玲子とすれ違う。

## スタッフ
- 脚本 - 寺田敏雄、稲葉一広（総集編、第2シリーズ）、深沢正樹（第2シリーズ）、西森英行（第2シリーズ）
- 音楽 - 佐藤準
- 演出 - 松田秀知、佐藤源太、田村直己
- 主題歌
  - 第1シリーズ・スペシャル・特別編 - 湘南乃風「黄金魂」（トイズファクトリー）
  - 第2シリーズ - 傳田真央「My Style」[6]（ユニバーサルJ）
- 挿入歌（第1シリーズ）- YOKO「闘りゃんせ」[7]（ワーナーミュージック・ジャパン）
- 監督補 - 高丸雅隆
- ガンエフェクト - BIGSHOT
- 特殊班監修 - 伊藤鋼一
- ステージガン協力 - イーストA、KSC、東京マルイ
- スタント - ケン・スタントクリエーション
- アクション - 倉田プロモーション
- 撮影協力 - ベイシス、テイクシステムズ、バスク、テレビ朝日クリエイト
- 音楽協力 - テレビ朝日ミュージック
- 企画協力 - 古賀誠一（オスカープロモーション）
- チーフロデューサー - 五十嵐文郎
- プロデューサー - 内山聖子、柳川由起子
- 制作協力 - 共同テレビ
- 制作著作 - テレビ朝日

## エピソードリスト

### 第1シリーズ
| 話数 | エピソードタイトル                          | 初回放送日    | 脚本     | 演出     | 視聴率 |
| --- | ------------------------------------------- | ------------- | -------- | -------- | ------ |
| 第1話 | 人質の命は5分!? 犯罪交渉人玲子〜最初の事件! | 2008年1月10日 | 寺田敏雄 | 松田秀知 | 16.7%  |
| 第2話 | 脱ぐ女刑事vs立てこもり犯!                   | 2008年1月17日 | 寺田敏雄 | 松田秀知 | 13.8%  |
| SITに初の女性交渉人として配属された宇佐木玲子。その配属初日にアパートで立て籠もり事件が発生。玲子は犯人の竹本の様子に不信な点を感じ、桐沢らに進言するも聞き入れてもらえない。だが玲子は突然桐沢から犯人との交渉を任されることになり、現場に駆けつけ竹本と交渉を始める玲子だが、事件は思わぬ結末を迎えてしまう…。事件後、ある工場内で立て籠もり事件が発生。先の事件の模倣犯の可能性も浮かび上がる中、犯人は交渉相手に宇佐木を指名する。かくして宇佐木と佐久間の心理戦が始まる。                                                                                     |                                             |               |          |          |        |
| 第3話 | 都内9ケ所に爆弾を運ぶ女!?                   | 2008年1月24日 | 寺田敏雄 | 佐藤源太 | 14.1%  |
| 第4話 | 爆発まで9秒のトリック!?                     | 2008年1月31日 | 寺田敏雄 | 佐藤源太 | 13.2%  |
| とあるカフェにジャイロセンサー式の爆弾が仕掛けられる事件が発生。非番の宇佐木は桐沢から出動から外されるも、意に介せず現場に駆けつける。宇佐木は爆弾処理班らと共に残された客の救出活動に当たるが、爆弾は9秒後に爆発するように作動してしまう。だが仕掛けられた爆弾は偽者で中には芋羊羹が入っていた。その後犯人から本物の爆弾を9箇所の電話ボックスに仕掛けたと警察に宣戦布告してくるも、見つかった8個の中身は芋羊羹だった。玲子は犯人がなぜ「9」の数字にこだわるのかを疑念に思い、犯人像を思案。だが正真正銘の爆弾が墨田宛に送りつけられ…。                            |                                             |               |          |          |        |
| 第5話 | 2千億の少年を誘拐する女!?                   | 2008年2月7日  | 寺田敏雄 | 松田秀知 | 14.0%  |
| 大企業の御曹司である高校生和馬が誘拐される事件が発生。電話の声は女性からのものだった。玲子、木崎、長谷部は本橋家で誘拐犯と交渉に当たることに。やがて担任教師の小百合が和馬と一緒に学校から出ていることが判明。和馬と小百合が交際していた可能性から駆け落ちかと思われたが、小百合から現金3000万を要求する電話が掛かったとき、営利目的の線が現実味を帯びていく。だが桐沢は身代金の額に疑念を抱き、玲子は事件の一連の流れに何かが隠されていると感づく。 |                                             |               |          |          |        |
| 第6話 | 連続殺人犯からのラブレター                  | 2008年2月14日 | 寺田敏雄 | 田村直己 | 12.7%  |
| 第7話 | 疑惑の銃弾! 玲子最期の事件                  | 2008年2月21日 | 寺田敏雄 | 佐藤源太 | 9.6%   |
| 最終話 | 突入前1時間!! 衝撃の交渉                    | 2008年2月28日 | 寺田敏雄 | 松田秀知 | 13.2%  |
| 男性が自宅マンションで刺殺される事件が発生。飯塚というその男は機動隊員の玲子の父が殺害された5年前の事件に関わった真理谷の仲間の一人だった。その事件を知り、現場に赴いた玲子は工藤からの接触を受ける。殺害される数時間前に飯塚と会っていたという工藤は飯塚が真理谷からの“ラブレター”を受け取っていることを玲子に告げる。さらに真理谷はそのラブレターを飯塚以外のかつての仲間にもラブレターを送っていた。玲子もまた同様のラブレターを受け取っていた過去があった。だが飯塚殺害事件と真理谷が仲間に宛てたラブレターは5年前の真実が呼び起こす事件の序章に過ぎなかった。 |                                             |               |          |          |        |

- 平均視聴率 13.4%（視聴率はビデオリサーチ調べ、関東地区・世帯）

### スペシャル
| 話数 | エピソードタイトル                        | 初回放送日    | 脚本     | 演出     | 視聴率 |
| --- | ----------------------------------------- | ------------- | -------- | -------- | ------ |
| 1 | 交渉人スペシャル〜救急病院ジャック        | 2009年2月28日 | 寺田敏雄 | 松田秀知 | 17.1%  |
| 3000万を要求し32時間に及ぶ籠城事件を解決した玲子だが、解決後、何者かに狙撃され重傷を負ってしまう。その後玲子は現場に居合わせた若葉台記念病院の医師・柚原の執刀を受け一命を取り留める。玲子が退院した一ヵ月後、都内で5人の男女が誘拐される同時多発誘拐事件が発生、人質の中には留美子も含まれていた。犯人グループは警察、マスコミにも犯行声明を送り、身代金として115億5千万を要求、この金額に思い辺りがある人物が名乗りを挙げるように告げる。犯人と交渉に当たるも冷静さを欠く玲子。さらに同じ頃、腎不全の少女を乗せたドクターヘリが操縦不能となり行方不明となる事態も発生する。やがて玲子は誘拐された5人の接点から事件の鍵が若葉台記念病院にあることを掴む。 |                                           |               |          |          |        |
| 2 | 交渉人・特別編〜宇佐木玲子、最初の事件!〜 | 2009年9月10日 | 稲葉一広 | 佐藤源太 | 8.8%   |
| 総集編。 |                                           |               |          |          |        |

### 第2シリーズ
| 話数 | エピソードタイトル                                | 初回放送日     | 脚本     | 演出              | 視聴率 |
| --- | ------------------------------------------------- | -------------- | -------- | ----------------- | ------ |
| 第1話 | 東京都民1300万人が人質!? 宅配便で拳銃を届ける少年 | 2009年10月22日 | 寺田敏雄 | 松田秀知          | 15.0%  |
| 第2話 | 突入5秒前 人質か仲間の命か!?                      | 2009年10月29日 | 寺田敏雄 | 佐藤源太          | 13.0%  |
| 炎天下、サラリーマンの園田がリストラを通告した上司を撃ち、自殺しようと車内で立て籠もる事件が発生。事件は玲子の説得の末に解決したが、園田が所持していた拳銃は宅配で送りつけられたものであり、3日前にも同様に送りつけられた拳銃で死亡事件が起きていた。差出人は「サマー・クロース」。他にも銃は都内の住宅街に無差別に配達され、都内に未曾有の恐怖が渦巻いていた。その後拳銃は残り14丁配達されていることが判明。そんな中、「サマー・クロース」を名乗る男がSIT宛てに電話を掛け、行動を起こす。だが、電話の主は甘利が親しくしていた少年の弘樹だった。 |                                                   |                |          |                   |        |
| 第3話 | 二重誘拐!? 身代金1億を運ぶ女                      | 2009年11月5日  | 深沢正樹 | 田村直己          | 12.4%  |
| 大企業「里吉流通グループ」の社長の息子・春樹が誘拐される事件が発生、犯人は身代金に1億円を要求してくる。玲子や木崎らが里吉家で対策に当たろうとする時、加奈子の友人達が加奈子を心配し、里吉家へと駆けつけてくる。里吉家で犯人の交渉に当たった玲子は犯人の指示で30分以内に1億円を取引場所まで運ぶことに。だが犯人は取引場所の変更を繰り返し、玲子は1億円を抱え走りまわされてしまう。その最中、玲子は何者かに腕を切りつけられ、その上取引失敗を突きつけられるが…。 |                                                   |                |          |                   |        |
| 第4話 | ストーカー爆弾 立てこもりの罠                     | 2009年11月12日 | 深沢正樹 | 佐藤源太          | 12.8%  |
| 一人の女性を連れてきた矢島という爆弾を持った男がレストランに現れ、他の客と共に籠城した。矢島は目的を告げる素振りを見せず、ただ会食を楽しむばかり。電話線も切られ、矢島とのホットラインを絶たれたため、交渉や分析が難航となった特殊班は一瞬の隙を突き、玲子をレストラン内に潜らせる。矢島と一緒にいた女性・綾乃の関係がストーカーの被害者と加害者であることが判明し、矢島の目的が心中であることが明らかになる。さらに綾乃の姉の雪乃は自宅のマンションで刺されていた。 |                                                   |                |          |                   |        |
| 第5話 | 感染30時間 ワクチンの身代金!?                     | 2009年11月19日 | 稲葉一広 | 松田秀知          | 11.7%  |
| 世界ではアメリカ経由で発生した急性重症発熱症候群・通称「SAFS」が猛威を震っていた。そして日本では5歳の少女が国内初の感染者となり、恵林医科大学病院に搬送された。だが病院に届いたSAFSのワクチンが何者かに奪われてしまい、ワクチンを奪った犯人は病院にワクチンの身代金1億円を要求する。さらにワクチンを18時間以内に打たなければ少女の命を救えないというタイムリミットも課せられていた。「ラビット」と名乗る犯人と交渉する玲子。やがて事件に恵林医科大学病院の内情も絡んでくる。 |                                                   |                |          |                   |        |
| 第6話 | 老人ホーム猟銃立てこもり事件                      | 2009年11月26日 | 西森英行 | 田村直己          | 11.9%  |
| 福祉アイドル・Tamakiの講演会が開かれた老人ホームで猟銃を持った男が現れ籠城事件が発生。犯人は弁当配達員の三浦。三浦は何の目的も告げず、木崎らはTamakiが狙いの犯行として事に当たろうとするが、三浦に何か裏があると睨んだ玲子は人質となった老人達の身辺調査を進言する。三浦はTamakiのブログで人質の名前を載せ身代金を要求、三浦との直接交渉に当たろうとする玲子だが、何故か三浦には警察の手の内が筒抜けになっていた。 |                                                   |                |          |                   |        |
| 第7話 | 警視庁特捜の女帝、狙撃される                      | 2009年12月3日  | 寺田敏雄 | 松田秀知          | 11.0%  |
| 第8話 | 最終任務〜バスジャック発生!!                      | 2009年12月10日 | 深沢正樹 | 田村直己          | 11.5%  |
| 最終話 | バス突入60秒前!? 最後の交渉                       | 2009年12月17日 | 深沢正樹 | 佐藤源太 松田秀知 | 12.9%  |
| SIT宛てに弾丸と弓坂が写る写真が送りつけられてきた。その弾丸は「サマー・クロース」の事件で使用されたものと同一で、SITの面々にとっても忘れられないものだった。弓坂殺害を予告してきたとされる中、「サマー・クロース」がSITに電話越しに接触、最初の課題として自分の正体をわかったことを称え、声は手がかりを与えぬようデジタル加工されていた。弓坂はマスコミを通じ、毅然とした態度を取ることで「サマー・クロース」に牽制を送るが、工藤の推理を聞いた玲子は「サマー・クロース」事件が弓坂の自作自演ではと疑念を持つようになる。そして「サマー・クロース」は弓坂狙撃を予告してくる。やがて弓坂狙撃予告事件は意外な形で決着がつくことに。「サマー・クロース」の正体に気づいた玲子は「サマー・クロース」との最後の戦いに身を投じるが、自分の信念を試される究極の選択を突きつけられてしまう。 |                                                   |                |          |                   |        |

- 平均視聴率 12.5%（視聴率はビデオリサーチ調べ、関東地区・世帯）

## 備考
- 本編放送前の公式ウエブサイトや雑誌・ポスター・広報記事には副題が一部「警視庁捜査一課特殊班」となっているものがあったが、第1シリーズ本編放送開始の段階で「警視庁捜査一課特殊犯捜査係」にすべて差し替えられている。第2シリーズ開始時の公式ウエブサイトは、再び「警視庁捜査一課特殊班SIT所属」となっている。但し、本編では「特殊犯捜査係」の名称を使っており、これを含め警察の組織関係の表記については劇中及び媒体毎の整合性が取れていない状態である。
- 弓坂史子は「警視庁捜査一課・課長」という設定だが、現実社会の捜査一課長はノンキャリア専用のポストである。

## 遅れネット局
- YBS山梨放送
- KNB北日本放送
- BSS山陰放送

スペシャル版は2009年4月19日の15:00 - 17:00の放送枠で放送されている。
- JRT四国放送
- RKC高知放送

同じ遅れネット局の福井放送（こちらは日本テレビ系をメインに置くクロスネット局）では、第1シリーズが月曜22時台、第2シリーズが土曜21時台と放送日時が異なっている。なお前者の枠での放送は本作第1シリーズまでであり、次作『7人の女弁護士』（第2シリーズ）からは後者の枠での放送に変更された。
- テレビジャパン